# Сарухан (село)
Сарухан (арм. Սարուխան) — село в Гегаркуникской области Республики Армении, одно из крупнейших селений страны. Находится на расстоянии 103 км от Еревана.
Основано в 1828 году на месте разрушенной деревни, в основном переселенцами и беженцами из Западной Армении в ходе русско-турецкой войны.

## Известные уроженцы
- Генрик Айрикович Абрамян — армянский общественный, политический и государственный деятель. Погиб в результате террористического акта.
- Грануш Грантовна Акопян — армянский государственный и политический деятель.
- Норик Хачикович Петросян — армянский политический и общественный деятель.

## История
Сарухан расположен на побережьи реки Кукудзор Креек. Первые поселенцы появились тут в 1830 году, прибыв из района Коговита. В то время селение называлось Далижардаш. Позднее населённый пункт переименовали в честь коммуниста Ованнеса Саруханяна из Нор Баязит, который был расстрелян дашнакским правительством после майского восстания 1920 года.
Сарухан — одно из старейших поселений марза. Здесь были найдены археологические памятники IX—X веков. Среди археологических находок заслуживают внимания металлические предметы, украшения из агата, керамика, стекло и оригинальные ювелирные изделия.
В селении есть две небольшие старинные церкви, недалеко от одной из которых был найден хачкар, выполненный армянскими мастерами в середине XVI века.

## География
Недалеко от населённого пункта находится самое большое в Армении озеро Севан, расположенное на высоте 1900 м над уровнем моря. Озеро Севан имеет тектоническое происхождение и со всех сторон окружено горными хребтами. Вода в озере сине-голубого цвета. В озере водится форель, из Ладожского и Чудского озера сюда завезли сига. На озере проживает популяция армянских чаек, прилетает американский лебедь.